# Popillia hirtiventris
Popillia hirtiventris är en skalbaggsart som beskrevs av Ohaus 1937. Popillia hirtiventris ingår i släktet Popillia och familjen Rutelidae. Inga underarter finns listade i Catalogue of Life.